# Ein Mann zu jeder Jahreszeit
Ein Mann zu jeder Jahreszeit ist die Verfilmung der Lebensgeschichte von Thomas More. Der Film, der 1966 unter der Regie von Fred Zinnemann gedreht wurde, basiert auf dem Bühnenstück Thomas More (Originaltitel: A Man For All Seasons) von Robert Bolt, der auch das Drehbuch verfasste. Das Filmdrama handelt von dem Gewissenskonflikt, in den Thomas More geriet, als Heinrich VIII. von ihm verlangte, den Eid auf die Suprematsakte zu schwören, mit der sich König Heinrich zum Oberhaupt der Kirche in England (supreme head of the Church of England) erklärte.

## Handlung
Thomas More gilt in England als einer der gerechtesten und weisesten Richter. Er ist Parlamentsmitglied und ein Vertrauter König Heinrichs VIII. Dieser beabsichtigt, die Ehe mit seiner ersten Ehefrau, Katharina von Aragon, für nichtig erklären zu lassen, um seine Geliebte Anne Boleyn heiraten zu können. Dazu benötigt er die Genehmigung des Papstes. Lordkanzler Thomas Kardinal Wolsey bittet More vergeblich, ihn dabei zu unterstützen, auf den Heiligen Stuhl Druck auszuüben. Doch Mores Gewissen verbietet es ihm, sich gegen den Papst zu stellen. Als Wolsey stirbt, macht der König ihn zu seinem Nachfolger als Lordkanzler. Schließlich sagt sich der König von der römisch-katholischen Kirche los und macht sich selbst zum Oberhaupt der anglikanischen Kirche. So kann er seine Heiratspläne endlich durchsetzen.
More legt deswegen sein Amt als Lordkanzler nieder. Sein Nachfolger wird Staatssekretär Cromwell, einer der schärfsten Widersacher der katholischen Kirche.
More löst den Gewissenskonflikt, in dem er sich befindet, indem er sich weigert, über das Thema zu sprechen. Da die neuen staatlichen Gesetze den göttlichen widersprechen, sieht More sein Schweigen als einzige Lösung. Dass More den Treueeid auf den König verweigert, wird von Cromwell als Missbilligung angesehen. Freunde von More versuchen, ihn dazu zu bringen, den Eid abzulegen. Doch schließlich zeigt der junge Staatsbedienstete Richard Rich, der immer zu Thomas More aufgesehen hatte, die Charakterschwäche, die More immer in ihm vermutet hatte. Er belastet More durch eine falsche Aussage unter Eid. Vor dem Staatsgericht wird More zum Tode verurteilt. Obwohl er seine Familie, die er sehr liebt, verlieren wird, weigert er sich weiterhin, gegen sein Gewissen zu handeln. 1535 wird More im Tower zu London enthauptet. Seine letzten Worte sind: Ich sterbe als treuer Diener des Königs, aber vor allem als treuer Diener Gottes.

## Kritiken
„Innerhalb solcher fantastischer Szenenbilder, wie England sie nur selbst anbieten könnte um die Farbe und den Glanz der 16.-Jahrhundert-Inszenierung des Stückes zu übermitteln und mit Paul Scofield, der Sir Thomas so superb spielt wie auf der Bühne, hat Mr. Zinnemann die Essenz dieses Dramas in solch malerischer Hinsicht kristallisiert, sogar dessen dynamische Abstraktionen.“

„Regisseur Fred Zinnemann, dem so wesentliche Filme wie Menschen am Sonntag, 12 Uhr mittags und Verdammt in alle Ewigkeit zu danken sind, inszenierte im Sinne des Autors ein großes Charakterbild […] Die Gestalt seines Thomas More (hervorragend besetzt mit dem englischen Shakespeare-Darsteller Paul Scofield) gewinnt ihre Konturen nicht nur durch das beispielhafte Unterspielen Scofields, sondern in gleichem Maße durch die Glaubwürdigkeit seiner Gegenspieler …“

„Fesselnder Film […], der den Gewissenskampf und die tapfere und aufopferungsbereite Entscheidung  seines Helden glaubwürdig macht […]. Hervorragende schauspielerische Leistungen.“

„Den Machtkampf beider Männer und ihre Prinzipien schildert dieses opulente, mit sechs ‚Oscars‘ gewürdigte Epos von Zinnemann allzu prachtverliebt, jedoch in zugespitztem Dialog und im Spiel beeindruckend. (Wertung: 2½ Sterne = überdurchschnittlich)“

„Das aktuelle Thema kommt im historischen Rahmen, ohne ins Ausstattungsstück abzugleiten. Dies und die hervorragende Gestaltung Mores durch Paul Scofield machen den Film sehens- und bedenkenswert.“

Die Filmbewertungsstelle Wiesbaden verlieh der Produktion das Prädikat „Wertvoll“.

## Auszeichnungen
Bei der Verleihung der Golden Globe Awards am 15. Februar 1967 im Ambassador Hotel in Los Angeles konnte sich Ein Mann zu jeder Jahreszeit in vier von fünf Kategorien durchsetzen: Bestes Filmdrama, Regie, Drehbuch und Paul Scofield als Bester Hauptdarsteller in einem Drama. Als einer der Favoriten auf die Oscarverleihung führte das Historiendrama das Feld der Anwärter mit acht Nominierungen mit an, hinter Mike Nichols Regiedebüt Wer hat Angst vor Virginia Woolf? (13 Nominierungen). Bei der Verleihung der Academy Awards am 10. April 1967 (offizielle Zählung 1968) im Santa Monica Civic Auditorium in Los Angeles konnte Ein Mann zu jeder Jahreszeit seiner Favoritenrolle gerecht werden und gewann den Oscar in sechs Kategorien, darunter Bester Film, Regie, Hauptdarsteller (Scofield) und Bestes adaptiertes Drehbuch. Damit avancierte Zinnemanns Werk zum erfolgreichsten Film des Abends noch vor Wer hat Angst vor Virginia Woolf? (5 Preise) und John Frankenheimers Rennfahrer-Drama Grand Prix (3 Preise), das in den technischen Kategorien triumphieren konnte. Ein Jahr später setzte das Historiendrama seinen Siegeszug mit dem Gewinn des British Film Academy Award in sieben Kategorien fort. 
1995 wurde der Film in die Filmliste des Vatikans aufgenommen, die insgesamt 45 Filme umfasst, die aus Sicht des Heiligen Stuhls besonders empfehlenswert sind. Das British Film Institute listete Ein Mann zu jeder Jahreszeit 1999 auf Platz 43 der besten britischen Filme des 20. Jahrhunderts.

### Oscarverleihung 1967
- Bester Film
- Beste Regie
- Bester Hauptdarsteller (Paul Scofield)
- Bestes adaptiertes Drehbuch
- Beste Kamera – Farbe
- Beste Kostüme – Farbe
  - nominiert in den Kategorien
    - Bester Nebendarsteller (Robert Shaw)
    - Beste Nebendarstellerin (Wendy Hiller)

### British Film Academy Awards 1968
- Bester Film
- Bester britischer Film
- Bester britischer Darsteller (Paul Scofield)
- Bestes britisches Drehbuch
- Beste britische Kamera – Farbe
- Beste britische Kostüme – Farbe
- Bestes Britisches Szenenbild – Farbe

### Golden Globe Awards1967
- Bester Film – Drama
- Beste Regie
- Bester Hauptdarsteller – Drama
- Bestes Drehbuch
  - nominiert in der Kategorie
    - Bester Nebendarsteller (Robert Shaw)

### Weitere
Kansas City Film Critics Circle Awards 1968
- Bester Darsteller (Paul Scofield)
- Bester Nebendarsteller (Robert Shaw)

Laurel Awards 1967
- Bester Unterhaltungsfilm
- 2. Platz in der Kategorie Bester Hauptdarsteller in einem Drama (Paul Scofield)
- 4. Platz in der Kategorie Beste Nebendarstellerin (Wendy Hiller)

Internationales Filmfestival Moskau
- Bester Darsteller (Paul Scofield)
- Lobende Erwähnung (Fred Zinnemann)
- nominiert für den Grand Prix als bester Film

National Board of Review Awards 1967
- Bester Film in englischer Sprache
- Beste Regie
- Bester Hauptdarsteller (Paul Scofield)
- Bester Nebendarsteller (Robert Shaw)

New York Film Critics Circle Awards 1966
- Bester Film
- Beste Regie
- Bester Darsteller (Paul Scofield)
- Bestes Drehbuch

Writers’ Guild of Great Britain 1968
- Bestes britisches Drehbuch